# Thoré
Thoré – rzeka we Francji o długości 61,7 kilometrów, lewy dopływ Agout. Źródło rzeki znajduje się w okolicach miejscowości Rieussec.
Rzeka przepływa przez departamenty Hérault oraz Tarn. Łączna powierzchnia dorzecza wynosi 608 km².

## Miasta, przez które przepływa rzeka
- Rieussec
- Verreries-de-Moussans
- Labastide-Rouairoux
- Saint-Amans-Soult
- Mazamet
- Labruguière

Rzeka wpływa do Agout w okolicach miasta Navès. Średni roczny przepływ wynosi 15,9 m³/s.

## Dopływy
- Salesse
- Arn
- Arnette